# Francisco Costa
Francisco Costa (* 10. května 1964 Minas Gerais) je brazilský módní návrhář.
Narodil se jako druhý nejmladší z pěti dětí v brazilském státě Minas Gerais. Jeho matka vlastnila firmu na výrobu dětského oblečení. V roce 1985 odešel do New Yorku, kde studoval jazyk na Hunter College a zároveň docházel na kurzy na Fashion Institute of Technology. V roce 2001, poté, co odešel od společnosti Gucci, začal pracovat pro návrhářskou společnost Calvina Kleina. V letech 2006 a 2008 získal cenu Council of Fashion Designers of America pro nejlepšího designéra dámského oblečení.